# Gorgas
Gorgas, d'acord amb la mitologia grega, fou un heroi, fill de Macàon i d'Anticlea. Compartí el tron de Feres amb el seu germà Nicòmac.